# Tétraédrite
La tétraédrite est une espèce minérale, de la famille des sulfosels, contenant du fer, du cuivre et de l'antimoine, de formule chimique (Cu,Fe)12Sb4S13. Ce minéral de maille cubique, sulfosel commun, recelant des impuretés de Zn, Ag, Pb, Hg, As, Ni, Bi, Te, Sn est exploité en tant que minerai de cuivre.
Ce minéral de la gamme générique ou groupe des cuivres gris forme une série isomorphe avec la tennantite (pôle à arsenic à la place de l’antimoine) et une série avec la très rare freibergite Ag6(Cu4Fe2)Sb4S13-x (pôle argentifère/cuprifère).

## Inventeur et étymologie, variétés et synonymes

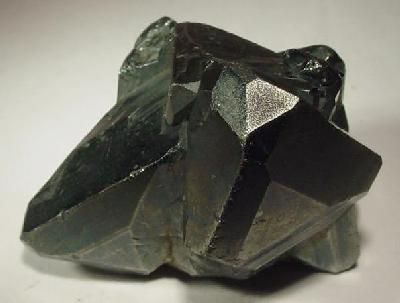
Mine Colquechaca (Aullagas), Bolivie. Taille 3,7 x 3 x 3 cm

La tétraédrite a été décrite par Wilhelm Karl Ritter von Haidinger en 1845. Le nom dérive du grec "tetraedron" = pyramide, en allusion à la forme tétraédrique des cristaux, c'est-à-dire expliqué par l'adjectif grec tetra, "quatre" et le substantif grec, edra "face".
Le topotype est représenté par les mines de Freiberg.
Elle a été décrite sous le nom latin de "argentum rude album", soit  "blanc grossier d'argent" par l'ingénieur des mines Georg Bauer alias Georgius Agricola en 1546 parce que ce minéral souvent massif d'aspect granulaire pouvait contenir des traces d'argent ou être confondu avec la freibergite qui en contient significativement. Elle est désignée à cause notamment de sa couleur grisâtre sous le nom de "Fahlerts", c'est-à-dire de Fahlerz, de minerai (Erz) cendreux ou de cendre (Fahl) par le minéralogiste et chimiste suédois Johan Gottschalk Wallerius en 1747, en plus de diverses appellations chimiques ressortissant de l'analyse chimique de l'époque. Dès 1758, son collègue savant Axel Cronstedt généralise cette appellation technique de groupe minéral dans le monde savant germanique.
Dans le monde anglo-saxon, Fahlerz ou Fahlerts s'est transformé en "fahlores".

### Variétés

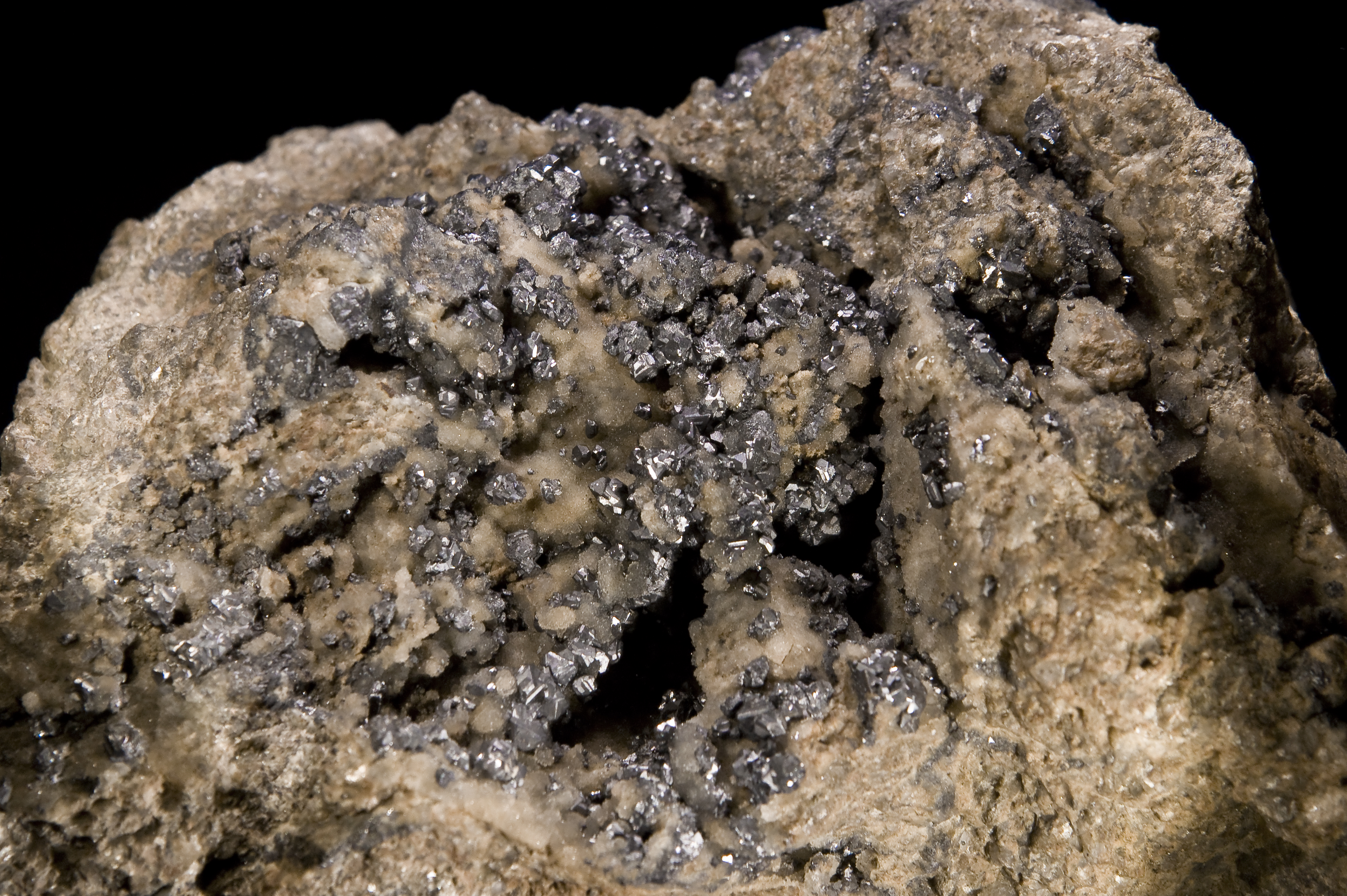
Schwartzite - Kirchheimbolanden Allemagne (10x6cm)

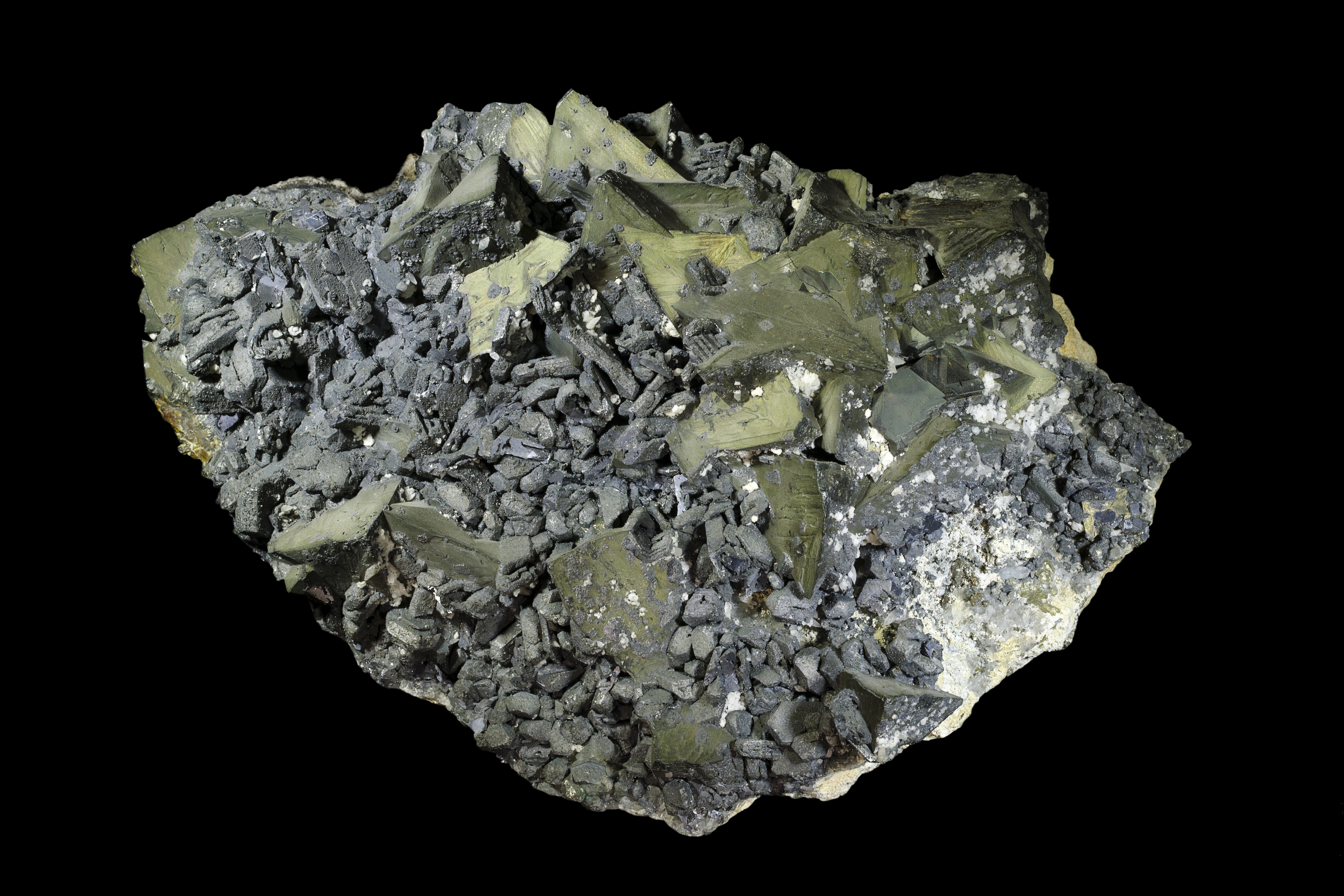
Tétraédrite - Huaron Pérou (23x15 cm)

- coppite : variété ferrifère de tétraédrite (pour plus de 13 % de fer) dédiée à P. Coppi, propriétaire de mine en Toscane au XIXe siècle, par les minéralogistes Italiens Bechi et Antonio D'Achiardi en 1873.
- frigidite : variété nickélifère de tétraédrite, de formule (Cu,Ni)3SbS3  décrite par Antonio D'Achiardi en 1881, dans la mine de Frigido, Massa, Massa-Carrara, Toscane, Italie[3].
- schwatzite[4] ou schwartzite[5] : variété mercurifère de tétraédrite (pour plus de 17 % de mercure) décrite par Johann August Friedrich Breithaupt en 1816 à partir d'échantillons de Schwaz, Brixlegg, vallée de Inn, Nord du Tyrol, Autriche. De formule idéale (Cu,Hg)12Sb4S13. À noter que c'est le faux terme déformé par l'influence de la couleur noire schwartzite qui est curieusement le plus usuel, alors que Breithaupt l'avait décrit sous le nom de schwatzite conformément au topotype.

### Synonymie
Il existe pour cette espèce de nombreux synonymes :
- aftonite (M.L Swanberg) ou aphothonite[7]
- clinohédrite (Breithaupt)
- cuivre gris (terme commun avec la tennantite)
- fahlite (terme commun avec la tennantite)
- falkenhaynite (Scharizer (1890) Dédiée au comte J. Falkenhayn, Ministre de l'agriculture d'Autriche
- fieldite (Kenngott 1855),
- népaulite (Piddington  1854) [8]
- panabase (François Sulpice Beudant 1832)[9]
- spiessglanzerz
- studérite (Fellenberg, 1864) Dédiée à Bernhard Studer
- stylotypite.
- Tetrahedrite : terme anglais qui est celui retenu par l'IMA.

## Cristallographie et cristallochimie
Les cristaux isolés (lorsqu'ils ne sont pas insérés dans une masse) sont habituellement bien formés et très distincts. Ils peuvent être très fins.
Les cristaux tétraédriques gris acier sont des marqueurs ou prototypes du minéral. Les cristaux peuvent être tristétraédriques et s'assembler pour ressembler à des pyramides. Beaucoup plus rares sont les cristaux multifacettes, dodécaédriques ou combinaison de formes dodécaédrique et tétraédrique. Les cristaux parfois en intercroissance peuvent être fortement marqués de stries à motifs triangulaires. 
Il existe parfois des macles formées sur {111}, parfois interpénétrantes, et autour de l'axe de jumelage équivalent, le plus souvent généralisées.
Les agrégats cristallins peuvent être en têtes sphériques, en rosettes, granulaires.
Les paramètres de la maille conventionnelle cubique centrée sont environ  a = 10,23–10,5 Å, Z = 2; V = 1 102,30 Å3, ce qui donne par exemple pour 10,33 Å une densité calculée = 4,95.
Ce minéral appartient au groupe isométrique de la tennantite ou de la tétraédrite. Il est décrit selon la classification de Dana par le groupe 3.03.06, sulfosel de formule type similaire, avec cations métalliques, cations semi-métalliques équilibrés par anions sulfures ou séléniures. Par ordre, se placent la tétraédrite, la tennantite (Cu,Fe)12As4S13, la freibergite (Ag,Cu,Fe)12(Sb,As)4S13, la hakite (Cu,Hg)3(Sb,As)1(Se,S)3, la giraudite (Cu,Zn,Ag)12(As,Sb)4(Se,S)13, la goldfieldite Cu12(Te,Sb,As)4S13 et l'argentotennantite (Ag,Cu)10(Zn,Fe)2(As,Sb)4S13.
L'ordre de présentation n'est pas le même dans la classification de Strunz.
Le faciès de la tétraédrite (Sb) est le même que celui de la tennantite (As), avec laquelle elle forme une série continue.

## Propriétés physiques et chimiques, toxicologie
Il s'agit d'un minéral de la classe des sulfosels, fragile, à éclat métallique, quelquefois très brillant et iridescent.
La tétraédrite se ternit en nuance verdâtre ou vert-olive.

### Analyse, distinction
Elle peut contenir notamment du zinc, de l'argent, du mercure, du bismuth ou du tellure. Le fer et le zinc, plus rarement l'argent et le mercure, peuvent se substituer au cuivre facilement au-dessus de 15 % en masse.
Il est parfois difficile de la distinguer d'autres minéraux.
La tennantite a un trait un peu rougeâtre sur porcelaine poreuse. L'énargite diffère radicalement par son habitus.
La tétraédrite diffère de la sphalérite par son absence de clivage et également son opacité. La chalcopyrite qui la recouvre possède une autre couleur.

## Gîtologie, occurrences et gisements
La tétraédrite est un minéral primaire accessoire des gîtes ou filons hydrothermaux, plutôt en basses et moyennes températures, ainsi que plus rarement des gisements de pegmatites. C'est ainsi un minéral de filons métallifères, associé au minerai de plomb, de zinc, de cuivre, d'argent...
Elle apparaît dans les zones de métamorphisme de contact.
De riches druses ont été mises au jour en Angleterre et aux États-Unis, en Autriche (Brixleg), en Roumanie (Botes ou Capnic).
Elle est exploitée soit avec les "cuivres gris" dans des minerais à 30 à 50 pour cent de cuivre, soit avec d'autres minerais argentifères, mercurifères... Dans ces derniers cas, il s'agit parfois de tétraédrite argentifère (Ag,Cu,Fe)12(Sb,As)4S13 ou même de freibergite Ag6(Cu4Fe2)Sb4S13-x, de hakite (contenant du Hg/Cu et du Se/S).
Association : galène et sphalérite, pyrite, chalcopyrite (en recouvrement de cristaux de tétraédrite), baryte, bornite, acanthite, sidérose, rhodocrosite, zinkenite, fluorine, quartz, dolomie, mais aussi tennantite...

### Gisements remarquables
Elle est présente dans les Alpes, en Roumanie, dans les monts de Saxe (par exemple à Freiberg en Allemagne) et les monts métallifères (Rudohori en Slovaquie).
En France, la tétraédrite est recensée dans plusieurs gisements, en particulier des Vosges ou de ses piémonts (Sainte-Marie-aux Mines, Framont, Val d'Ajol, Plancher-les-Mines, Giromagny), des Alpes (Mines de La Mure, mine de La Taillat à St Pierre d’Allevard, La Chevrette à Allevard, Mine de Jouchy à Vizille, Bourg d'Oisans en Isère), du Massif Central (mine de plomb argentifère de Pranal, Pontgibaud dans le Puy de Dôme, Marsange(s) ou La Rodole en Haute-Loire), du Midi (Pioch Farrus (Cabrières), carrière du Loiras, Les Malines dans l’Hérault, mine de Saint-Laurent Minier dans le Gard, Saint-Pons dans les Basses-Alpes ou encore mine de Cap Garonne ou de Fonsante dans le Var).
Les plus grands cristaux connus pour ce minéral ont été extraits de la mine d'Irazein à Bonac-Irazein dans l'Ariège. Le plus grand (environ 20 cm) est gravé au nom du mineur avec la date de découverte.
- Algérie

Région de Tenès et Mouzaïa
- Allemagne

Mine de la Nouvelle Chance ou Neuglück Berg, Wittichen, Forêt Noire
Burbach ou Siegerland en Rhénanie
Clausthal ou Horhausen dans le Harz,
Freiberg en Saxe
- Australie

Brokenhill, Nouvelle-Galles du Sud
- Autriche

Environs de Brixlegg
Zone de Schwazz-Brixlegg, Vallée de l'Inn, Tyrol (tétraédrite mercurique)
- Bolivie

Mine San José, Oruro
Machacamarca District, département du Potosí
- Canada ou Nunavut

mine Nanisivik, Terre de Baffin,
- Chili

Huancavelica
- États-Unis

mine Sweet Home, Alma, Comté Park, Colorado (association avec la rhodochrosite)
Idaho
mine Daly-Judge (pyrite et tétraédrite iridescente), district de Park City, dans les monts Wasatch comté Summit ou mine du canyon Bingham, comté du Salt Lake en Utah
- France

(lire supra)
- Grande-Bretagne

célèbre mine de Herodsfoot (tétraédrite recouverte chalcopyrite dorée), Lanreath, Liskeard District, Cornouailles, Angleterre
- Italie

Campionne
Toscane
- Kazakhstan

Altaï de minerai
- Mexique

mine de la Noche Buena, Mazapil
Mine El Cobre, Concepción del Oro et San Martin, Zacatecas
- Pérou

mine Alimon, Huaron, département Pasco
Morococcha,
mine Julcani, Département Huancavelica
district minier de Bueno et Pachapaqui, département Ancash, district Huallanca, département Huánuco
Quiruvilca... Hunin (Junin)
mine du Nuevo Mondo, Huamachuco, département La Libertad
Casapalca, province de Lima
- Roumanie

Kapnic, district de Kapnikbanya dans les Maramures, mine de Botnès près de Zlatna ou Felsobanya en Transylvanie
- Suisse
- Tchéquie

Prĭbram en Bohême

## Galerie

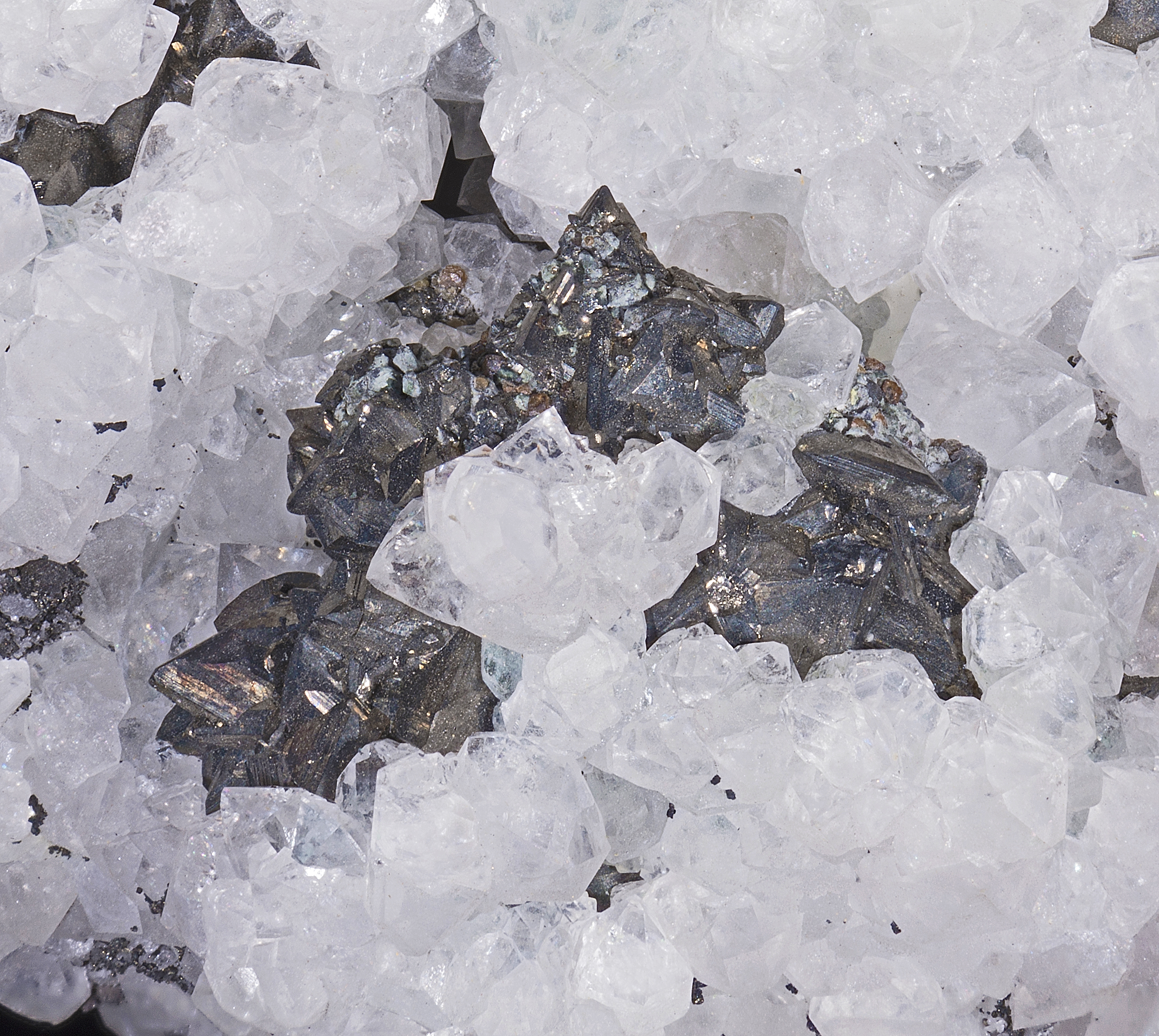
Tétraédrite et quartz - Mine de Montel - Ariège France (XX4 mm)
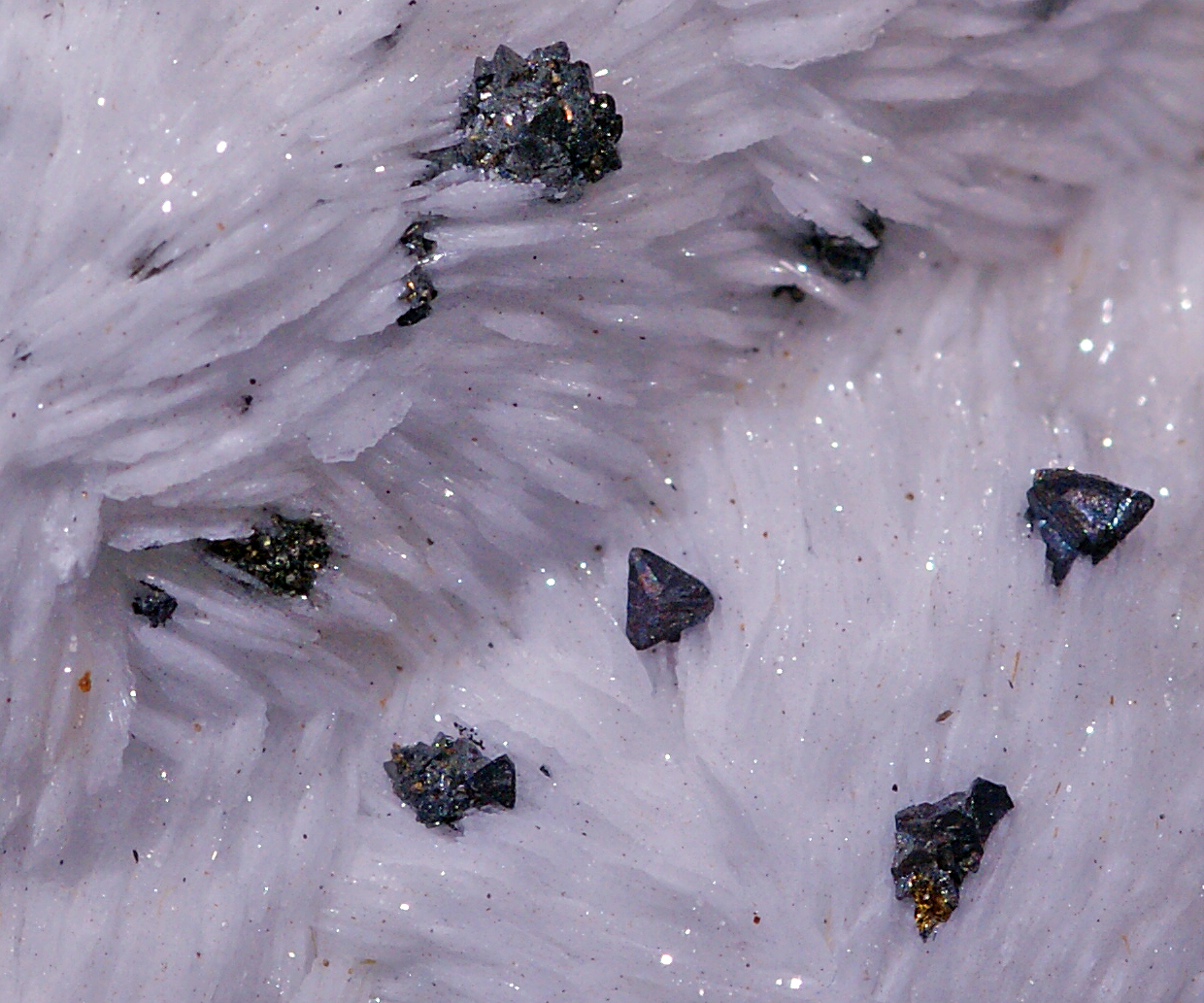
Tétraédrite sur Barite - Mine des Malines - Gard - France (XX 2mm)
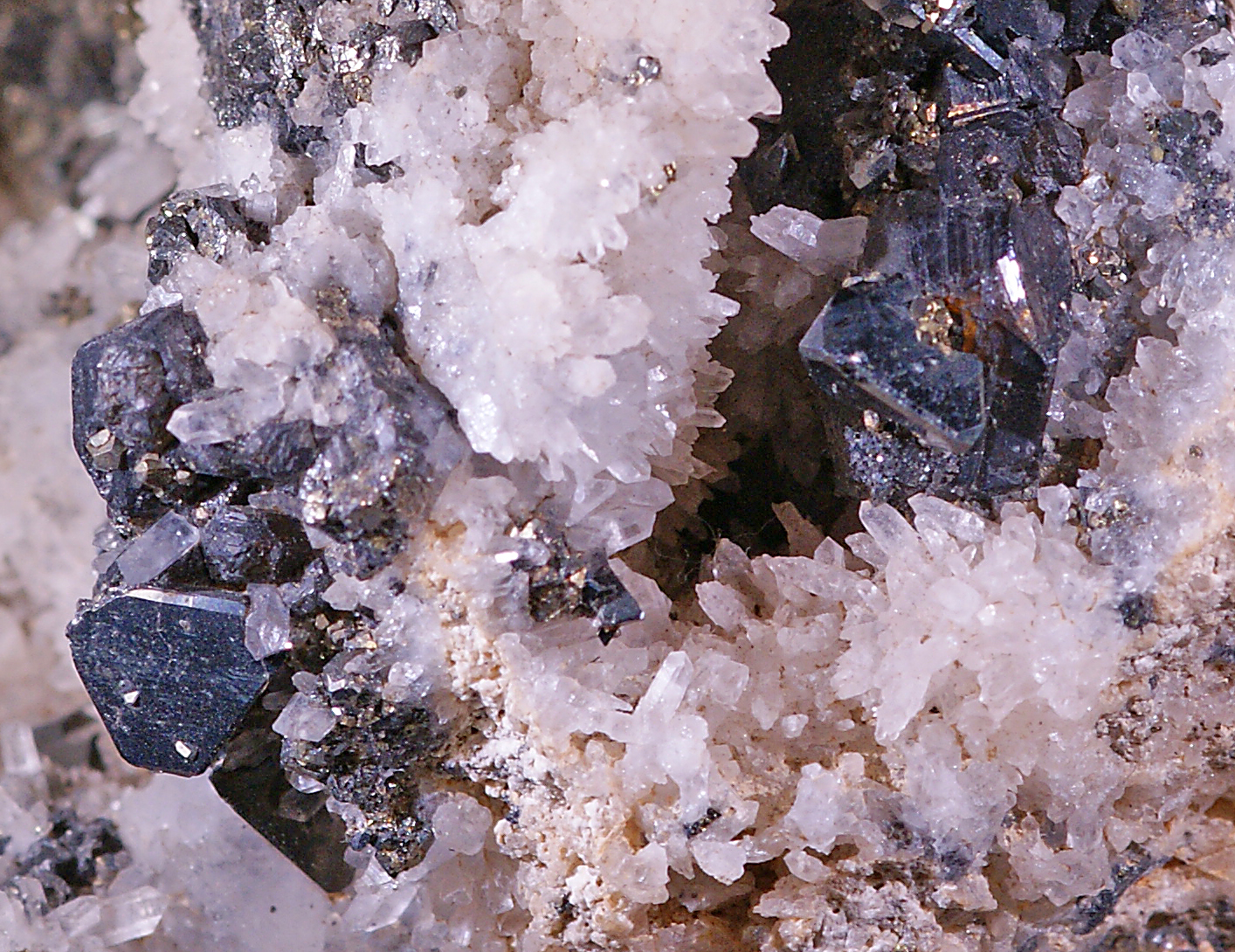
Tétraédrite sur quartz - Kapnik - Roumanie (XX 6mm)

## Usage et histoire
Minéral de collection, il n'est pas moins un minerai important de cuivre, parfois d'argent, exploité depuis des siècles. Ce type de minerai singulier, au sens où il ne présente pas de teinte cuivrée, rougeâtre ou jaunâtre, des bronzes ou minerais de cuivre, est attesté pour la fabrication médiévale en laiton, en particulier d'armures.
Il est pourtant connu depuis les temps néolithiques, au moins par ses affleurements de surface. Il peut être fondu dans des foyers couverts ou des bas-fourneaux en alliage de cuivre. L'adjonction de cassitérite raffinée permet très tôt l'obtention de bronzes artificiels. Les bronzes de bismuth peuvent être obtenus avec la bismuthinite et la chalcopyrite.
Les différents cristaux provenant du Pérou ont été appréciés par les collectionneurs américains.